# Empoasca aviculifera
Empoasca aviculifera är en insektsart som beskrevs av Young 1953. Empoasca aviculifera ingår i släktet Empoasca och familjen dvärgstritar. Inga underarter finns listade i Catalogue of Life.